# Coupe d'Asie féminine de football 2026
Navigation
Édition précédente Édition suivante
La Coupe d'Asie féminine de football 2026, vingt-et-unième édition de la Coupe d'Asie féminine de football, met aux prises les 12 meilleures sélections asiatiques féminines de football affiliées à l'AFC. La compétition se déroule en Australie du 1er au 21 mars 2026. Elle sert également d'éliminatoires de la Coupe du monde féminine de football 2027 dont la phase finale se déroule au Brésil. Les 5 premières équipes se qualifient directement pour la Coupe du monde féminine de football 2027, tandis que les sixième et septième accèdent aux barrages intercontinentaux. 